# Test akceptacyjny
Test akceptacyjny – test oprogramowania, którego celem nie jest wykrycie błędów, a jedynie uzyskanie formalnego potwierdzenia wykonania oprogramowania odpowiedniej jakości.
Testy akceptacyjne mogą wystąpić w dwóch kontekstach organizacyjnych: dla oprogramowania zamówionego i dla oprogramowania z półki.
W pierwszym przypadku wykonywane są klasyczne testy akceptacyjne, które zwykle są podzbiorem testów systemowych. W drugim przypadku wykonywane są:
- testy alfa (testy wykonywane w organizacji, która wyprodukowała oprogramowanie; są one przeprowadzane przez zespół testowy niezależny od zespołu, który wyprodukował oprogramowanie)
- testy beta (tak zwane betatesty, czyli testy wykonywane na zewnątrz firmy produkującej oprogramowanie)[1].

## Definicja prawna
Testy akceptacyjne to udokumentowane wartości danych wejściowych wprowadzanych do systemu teleinformatycznego i powiązanych z nimi wartości oczekiwanych danych wyjściowych, opisujące zestawy poprawnych odpowiedzi systemu teleinformatycznego na podawane dane wejściowe, pozwalające na sprawdzenie poprawności wdrożenia oprogramowania interfejsowego.